# Segunda División 1929-1930 (Spagna)
L'edizione 1929-30 della Segunda División fu il secondo campionato di calcio spagnolo di seconda divisione. Il campionato vide la partecipazione di 10 squadre. La prima ottenne la promozione in Primera División mentre l'ultima retrocesse in Tercera División, campionato che all'epoca rappresentava la terza divisione spagnola.

## Squadre

### Profili
| Club                | Rosa     | Città     | Stadio                 | stagione 1928-29                              |
| ------------------- | -------- | --------- | ---------------------- | --------------------------------------------- |
| Alavés              | dettagli | Vitoria   | Estadio Mendizorrotza  | 3º nel campionato di Segunda División 1928-29 |
| Real Betis          | dettagli | Siviglia  | Benito Villamarin      | 6º nel campionato di Segunda División 1928-29 |
| Leonesa             | dettagli | León      | Antonio Amilivia       |                                               |
| Deportivo La Coruña | dettagli | La Coruña | Augusto César Lendoiro | 8º nel campionato di Segunda División 1928-29 |
| Iberia              | dettagli | Saragozza |                        | 2º nel campionato di Segunda División 1928-29 |
| Real Murcia         | dettagli | Murcia    | Condomina              |                                               |
| Real Oviedo         | dettagli | Oviedo    |                        | 7º nel campionato di Segunda División 1928-29 |
| Siviglia            | dettagli | Siviglia  |                        | 1º nel campionato di Segunda División 1928-29 |
| Sporting Gijón      | dettagli | Gijón     |                        | 4º nel campionato di Segunda División 1928-29 |
| Valencia            | dettagli | Valencia  | Mestalla               | 5º nel campionato di Segunda División 1928-29 |

## Classifica finale
|  | Pos. | Squadra             | Pt | G  | V | N | P  | GF | GS | DR  |
|  | ---- | ------------------- | -- | -- | - | - | -- | -- | -- | --- |
|  | 1.   | Alavés              | 22 | 18 | 9 | 4 | 5  | 44 | 19 | +25 |
|  | 2.   | Sporting Gijón      | 21 | 18 | 9 | 3 | 6  | 29 | 28 | +1  |
|  | 3.   | Iberia              | 21 | 18 | 6 | 9 | 3  | 26 | 22 | +4  |
|  | 4.   | Siviglia            | 20 | 18 | 9 | 2 | 7  | 41 | 26 | +15 |
|  | 5.   | Real Oviedo         | 18 | 18 | 8 | 2 | 8  | 37 | 44 | -7  |
|  | 6.   | Valencia            | 18 | 18 | 7 | 4 | 7  | 40 | 43 | -3  |
|  | 7.   | Deportivo La Coruña | 17 | 18 | 6 | 5 | 7  | 33 | 37 | -4  |
|  | 8.   | Real Murcia         | 15 | 18 | 6 | 3 | 9  | 40 | 50 | -10 |
|  | 9.   | Real Betis          | 14 | 18 | 6 | 2 | 10 | 29 | 39 | -10 |
|  | 10.  | Leonesa             | 14 | 18 | 5 | 4 | 9  | 30 | 41 | -11 |

### Verdetti
- Alavés promosso in Primera División spagnola 1930-1931.
- Leonesa retrocessa in Tercera División.

## Risultati

### Tabellone
|                  | Ala  | Bet  | CLe  | Dep  | Ibe  | Mur  | Ovi  | Sev  | SGi  | Val  |
| ---------------- | ---- | ---- | ---- | ---- | ---- | ---- | ---- | ---- | ---- | ---- |
| Alaves           | –––– | 2-0  | 5-0  | 5-1  | 0-0  | 5-0  | 6-0  | 5-0  | 3-1  | 4-1  |
| Betis            | 3-2- | –––– | 2-1  | 3-1  | 1-1  | 2-1  | 5-2  | 0-2  | 2-4  | 5-2  |
| Cultural Leonesa | 1-1  | 2-2  | –––– | 2-2  | 0-1  | 4-0  | 3-1  | 2-0  | 4-0  | 0-3  |
| Deportivo        | 4-0  | 1-0  | 4-3  | –––– | 3-0  | 3-4  | 4-1  | 0-0  | 0-0  | 3-1  |
| Iberia           | 1-0  | 4-1  | 2-2  | 0-0  | –––– | 2-0  | 4-1  | 2-2  | 0-0  | 3-3  |
| Murcia           | 2-2  | 4-0  | 3-4  | 6-2  | 1-1  | –––– | 4-4  | 2-1  | 3-0  | 4-6  |
| Oviedo           | 0-1  | 4-1  | 3-0  | 2-1  | 2-2  | 1-3  | –––– | 3-2  | 2-1  | 5-0  |
| Sevilla          | 2-1  | 2-0  | 6-1  | 4-1  | 1-2  | 6-1  | 4-0  | –––– | 2-0  | 4-0  |
| Sporting Gijon   | 2-1  | 2-1  | 3-0  | 4-1  | 2-0  | 3-2  | 1-3  | 2-1  | –––– | 2-1  |
| Valencia         | 1-1  | 2-1  | 3-1  | 2-2  | 0-1  | 4-0  | 2-3  | 4-2  | 2-2  | –––– |

### Record
- Maggior numero di vittorie:  Alavés,  Sporting Gijón,  Siviglia (9)
- Minor numero di sconfitte:  Iberia (3)
- Migliore attacco:  Alavés (44 reti segnate)
- Miglior difesa:  Alavés (19 reti subite)
- Miglior differenza reti:  Alavés (+25)
- Maggior numero di pareggi:  Iberia (9)
- Minor numero di pareggi:  Siviglia,  Real Oviedo,  Real Betis (2)
- Maggior numero di sconfitte:  Real Betis (10)
- Minor numero di vittorie:  Leonesa (5)
- Peggior attacco:  Iberia (26 reti segnate)
- Peggior difesa:  Real Murcia (50 reti subite)
- Peggior differenza reti:  Leonesa (-11)